# Schweizerisches Jugendschriftenwerk

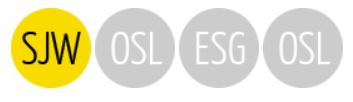
Logo Schweizerisches Jugendschriftenwerk

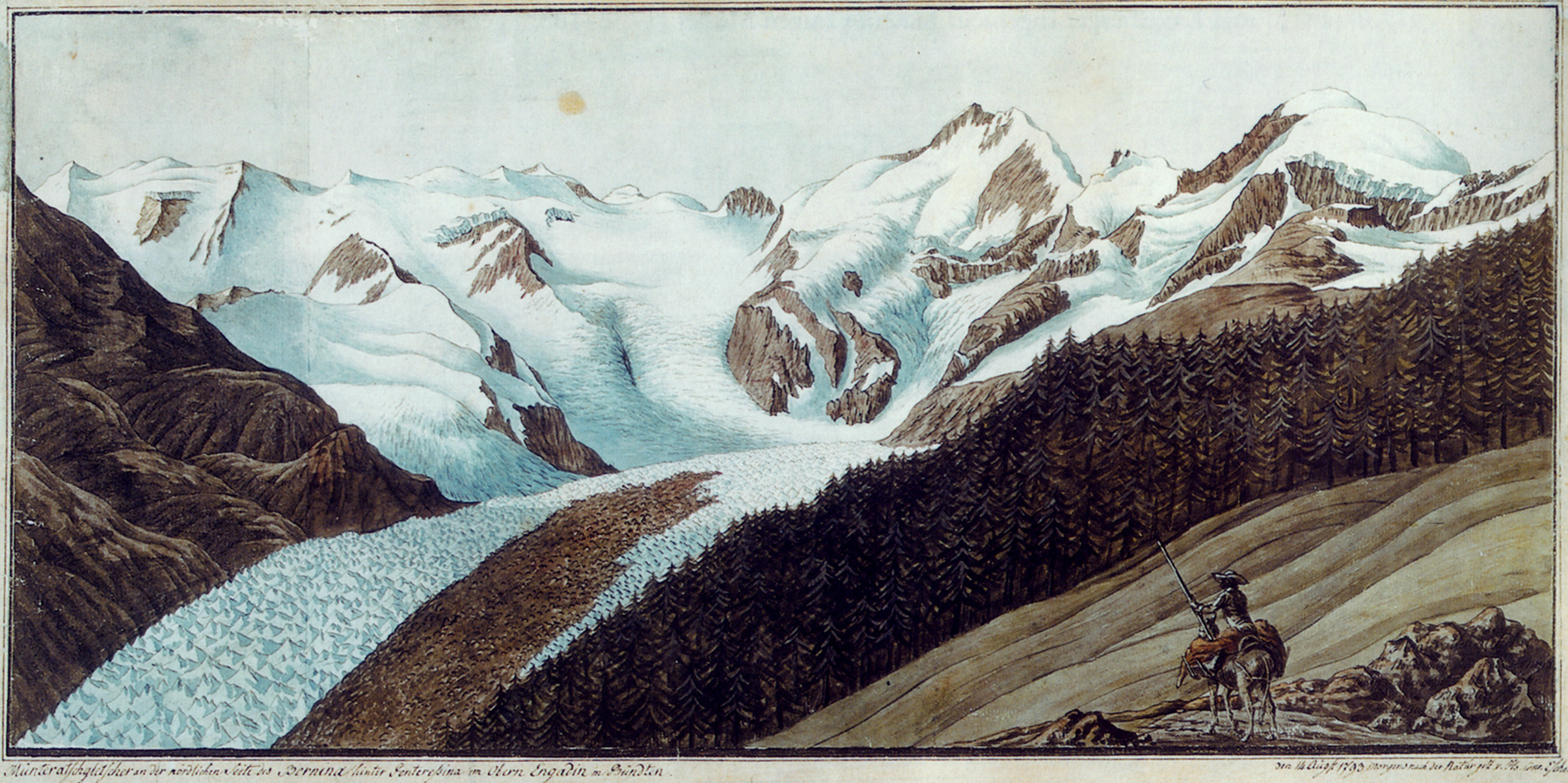
Severin Perrig: Der Traum von einer kanalisierten Welt. Hans Conrad Escher von der Linth und das Linth-Kanalwerk. SJW Schweizerisches Jugendschriftenwerk, 2007.

Das Schweizerische Jugendschriftenwerk (SJW) (französisch Œuvre Suisse des Lectures pour la Jeunesse OSL, italienisch Edizioni Svizzere per la Gioventù ESG, rätoromanisch Ovra Svizra da Lectura per la Giuventetgna OSL) vertreibt preiswerte, jugendgerechte Literatur in den vier Landessprachen zur Unterstützung der nachhaltigen Leseförderung in den Schulen.

## Geschichte
Das SJW wurde am 1. Juli 1931 in Olten von Vertretern verschiedener Institutionen gegründet, um sogenannter «Schundliteratur», die damals vor allem in den Zürcher Stadtquartieren Niederdorf und «Kreis Cheib» angeboten wurde, etwas entgegenzuhalten. Es war gewissermassen der Nachfolger der seit 1922 vom Zürcher Jugendamt herausgegebenen Schweizer Jugendschriften. Das Anfangskapital wurde vom Schweizerischen Schriftsteller-Verband gespendet, und der Schweizerische Lehrerverein stellte zusätzlich ein zinsloses Darlehen zur Verfügung.
Die ersten SJW-Hefte kamen 1932 zu 25 Rappen heraus: Fridtjof Nansen von Fritz Wartenweiler, Wie Edison Erfinder wurde von Ernst Eschmann, Nur der Ruedi von Elisabeth Müller sowie Hefte von Olga Meyer, Traugott Vogel und Alfred Fankhauser.
Seit 1957 ist das SJW eine Stiftung. Als Mitglied der Stiftungskommission stellte Emma Eichenberger ihre Erfahrung dem Bund für Jugendliteratur zur Verfügung.
Das SJW hat bei der Schweizer Bevölkerung einen hohen Bekanntheitsgrad. Viele bekannte Schweizer Schriftsteller sind mit einem oder mehreren SJW-Heften vertreten. In der Graphischen Sammlung der Zentralbibliothek Zürich werden die Originalillustrationen der SJW-Hefte seit 1932 aufbewahrt.
Bis 2019 wurden über 2600 Titel herausgegeben. Über 50 Millionen SJW-Hefte wurden seit 1932 verkauft.

## Verlagspolitik
Das SJW hat zum Zweck, die Leselust zu fördern, die Schüler zum Bücherlesen zu animieren, Phantasie und Kreativität anzuregen und ein breites Wissen zu vermitteln. Gleichzeitig bietet es ein Forum für Schweizer Autoren und Illustratoren, ihre Werke der Jugend zugänglich zu machen.
Das Verlagsprogramm ist altersgerecht auf die verschiedenen Schulstufen ausgerichtet. Schwerpunkte sind Erstlesetexte zum Vorlesen, Erzählen oder Selberlesen, Texte für die Mittelstufe mit Sachheften zu diversen Themen, aber auch Krimis, Hexen- und Gespenstergeschichten und Sachhefte für die Oberstufe zu aktuellen Themen.
Seit 2001 führt das SJW das interkulturelle Angebot «simultanes Lesen und Verstehen», das aus drei SJW-Heften sowie einer CD-ROM mit Übersetzungen besteht. Damit wird die Sprachverständigung von den bisherigen vier Landessprachen auf Englisch und die wichtigsten Migrationssprachen ausgeweitet. Die Kombination Heft und ausdruckbare Übersetzungen bildet für die Lehrperson eine sprachübergreifende, interkulturell anwendbare Unterrichtshilfe. Zentrales Anliegen des SJW bleibt seine Brückenfunktion zwischen den vier Landessprachen. Seit 1934 bringt das SJW französische, seit 1939 auch italienische und romanische Hefte heraus. Die vierte Landessprache ist mit Heften in der Schriftsprache Rumantsch Grischun und den Idiomen Vallader, Putér, Surmiran, Sursilvan und Sutsilvan vertreten.
Die Schweizerische Bibliothek für Blinde, Seh- und Lesebehinderte überträgt SJW-Hefte in Blindenschrift. Besonders populäre Hefte erscheinen zeitgleich mit dem Originalheft auch in Blindenschrift. Für sehbehinderte Kinder werden auf Anfrage SJW-Hefte in Grossdruck angeboten. Alle Hefte können bei der Blindenbibliothek kostenlos ausgeliehen oder gekauft werden.
Die Kooperation des SJW mit dem Internetportal schultraining soll für die Schüler neue Möglichkeiten eröffnen. Anhand von Online-Leseverständnisübungen zu Heften des SJW-Verlags sollen sie überprüfen können, ob sie die gelesenen Geschichten verstanden haben.

## Finanzierung und Vertriebsorganisation
Das SJW ist eine gemeinnützige Stiftung und ist nicht gewinnorientiert. Um den Schülern in allen Landessprachen und allen sozialen Schichten den Zugang zu qualitativ guter Literatur zu ermöglichen, sind die Preise bewusst tief gehalten. Dies wird auch durch Beiträge der öffentlichen Hand und privater Sponsoren ermöglicht. Das traditionelle Distributionskonzept stützt sich vorwiegend auf die freiwillige Mitarbeit engagierter Lehrer. In den 1960er Jahren beteiligten sich über 5000 Freiwillige. SJW-Hefte können aber auch im Buchhandel gekauft werden. Die von der PISA-Studie festgestellten Mängel bei der Lesefähigkeit haben der Leseförderung einen neuen Auftrieb gegeben. Seit dem Jahre 2007 haben die Absatzzahlen des SJW-Verlagsprogrammes zugelegt und stossen auf ein sehr gutes Echo. Jährlich werden rund 170'000 Hefte verkauft (Stand 2017).

## Bekannte SJW-Autoren
| - Hugo Ball - Walter Benjamin - Christophe Bertschy - Peter Bichsel - Hannes Binder - Max Bolliger - Jakob Bosshart - Fritz Brunner - Gian Bundi - Blaise Cendrars - Friedrich Dürrenmatt - Jakob Flach - Eleonore Frey - Alice Gabathuler - Andreas Gefe - Friedrich Glauser - Jeremias Gotthelf - Lukas Hartmann - Eveline Hasler - Adolf Heizmann - Hermann Hesse - Franz Hohler - Meinrad Inglin - James Joyce | - Franz Kafka - César Keiser - Anna Keller - Gottfried Keller - Peter Kilian - Tim Krohn - Valery Larbaud - Robert Lax - René Lehner - Elisabeth Lenhardt - Meinrad Lienert - August R. Lindt - Mariella Mehr - Pirmin Meier - Olga Meyer - Elisabeth Müller - Jens Nielsen - Taeki Odulok - Lorenz Pauli - Mirjam Pressler - Didier Queloz - Ilma Rakusa - Nicolas Robel - Jean-Jacques Rousseau - Kathrin Schärer | - Robert Schedler - Margrit Rosa Schmid - Kurt Schwitters - Agnes von Segesser - Anna Sommer - Johanna Spyri - Otto Steiger - Theo Steimen - Nadine Spengler - Bettina Spoerri - Ida Sury - Lisa Tetzner - Vincenzo Todisco - Leo Tuor - Tomi Ungerer - Traugott Vogel - Annina Volonterio - Robert Walser - Fritz Wartenweiler - Nina Wehrle - Lisa Wenger - Engelbert Wittich - Emile Zola - Emil Zopfi - Hans Zulliger - Albertine Zullo |  |

## Bekannte SJW-Illustratoren
| - Hans Aeschbach - Werner Andermatt - Alfred Bernegger - Walter Binder - Paul Boesch - Donald Brun - Andrea Caprez - Alois Carigiet - Hanny Fries | - René Gardi - Theo Glinz - Willi Hartung - Sita Jucker - Laura Jurt - Meret Oppenheim - Hans Tomamichel - Friedrich Traffelet - Hans Witzig |  |

## Bekannte SJW-Hefte
- Nur der Ruedi von Elisabeth Müller (Heft Nr. 7)
- Die fünf Batzen von Anna Keller (Heft Nr. 15), über 200'000 verkaufte Hefte
- Die Pfahlbauer am Moossee von Hans Zulliger (Heft Nr. 18), über 600'000 verkaufte Hefte
- Der schwarze Tanner von Meinrad Inglin (Heft Nr. 1308)